# Hồ Văn Cường (ca sĩ)
Hồ Văn Cường (sinh ngày 16 tháng 3 năm 2003) là một ca sĩ người Việt Nam. Hồ Văn Cường nổi tiếng từ khi dự thi và giành Quán quân cuộc thi Thần tượng âm nhạc nhí năm 2016 và đoạt giải ca sĩ ấn tượng VTV Awards 2016. Đầu năm 2017, Hồ Văn Cường nhận 2 giải Mai Vàng cho Ca sĩ hát nhạc âm hưởng Dân ca và Truyền thống cách mạng cùng với Top 10 Nghệ sĩ của năm.

## Giải thưởng
| Năm  | Giải thưởng              | Hạng mục                                                            | Kết quả   |
| ---- | ------------------------ | ------------------------------------------------------------------- | --------- |
| 2016 | Giải Mai Vàng lần thứ 22 | Ca sĩ âm hưởng dân ca và truyền thống cách mạng được yêu thích nhất | Đoạt giải |
| 2016 | Giải Mai Vàng lần thứ 22 | 10 nghệ sĩ của năm                                                  | Vinh danh |
| 2016 | VTV Award 2016           | Ca sĩ Ấn tượng                                                      | Đoạt giải |
| 2017 | Giải Mai Vàng lần thứ 23 | 10 nghệ sĩ của năm                                                  | Vinh danh |
| 2017 | Keeng Young Awards       | Ca khúc trữ tình, quê hương                                         | Top 5     |
| 2018 | Keeng Young Awards       | Ca khúc trữ tình, quê hương                                         | Top 5     |

## Các tiết mục trình diễn trên sân khấu

### Những chương trình sân khấu lớn

#### Show Tất Niên Ninh Bình 31/12/2021
| STT | Ca khúc                        | Thể hiện với | Sáng tác     |
| --- | ------------------------------ | ------------ | ------------ |
| 1   | Còn Thương Rau Đắng Mọc Sau Hè | solo         | Bắc Sơn      |
| 2   | Con Đường Xưa Em Đi            | Ngọc Sơn     | Châu Kỳ      |
| 3   | Bà Năm                         | solo         | Vũ Quốc Việt |
| 4   | Tình Cha                       | Ngọc Sơn     | Ngọc Sơn     |
| 5   | Về Dưới Mái Nhà                | solo         | Xuân Tiên    |
| 6   | Chuyện Đêm Mưa                 | solo         | Hoài Linh    |
| 7   | Đêm Mưa Nhớ Mẹ                 | solo         | Võ Hoàng Lâm |

#### Show 26 Tết Nhâm Dần Hà Nội (28/02/2022)
| STT | Ca khúc           | Thể hiện với | Sáng tác     |
| --- | ----------------- | ------------ | ------------ |
| 1   | Giọt Lệ Đài Trang | solo         | Châu Kỳ      |
| 2   | Trăng Hờn Tủi     | Ngọc Sơn     | Đinh Trầm Ca |
| 3   | Nắng Có Còn Xuân  | solo         | Đức Trí      |
| 4   | Miền Tây Quê Tôi  | solo         | Cao Minh Thu |

#### Show Kỷ niệm 30 năm Tái lập Tỉnh Ninh Bình đêm thứ 03, 19/03/2022
| STT | Ca khúc          | Thể hiện với | Sáng tác       |
| --- | ---------------- | ------------ | -------------- |
| 1   | Hương Tóc Mạ Non | Ngọc Sơn     | Thanh Sơn      |
| 2   | Chuyện Ba Người  | Ngọc Sơn     | Quốc Dũng      |
| 3   | Câu Hát Tình Quê | solo         | Trần Quang Lộc |
| 4   | Giấc Ngủ Đầu Nôi | solo         | Thanh Sơn      |

#### Show Kỷ niệm 30 Tái lập tỉnh Ninh Bình đêm thứ 04, 26/03/2022
| STT | Ca khúc | Thể hiện với | Sáng tác |
| --- | ------- | ------------ | -------- |
| 1   | Cõng Mẹ | solo         | Sơn Hạ   |

#### Show chung kết HSUNik Đại Học Hoa Sen Tp.HCM 24/04/2022
| STT | Ca Khúc                        | Thể Hiện Với | Sáng Tác       |
| --- | ------------------------------ | ------------ | -------------- |
| 1   | Tôi Thấy Hoa Vàng Trên Cỏ Xanh | solo         | Châu Đăng Khoa |

#### Show Amazing Đà Lạt Ngọc Sơn – Hồ Văn Cường 13/05/2022
| STT | Ca Khúc       | Thể Hiện Với | Sáng Tác       |
| --- | ------------- | ------------ | -------------- |
| 1   | Đêm Cuối      | Ngọc Sơn     | Ngọc Sơn       |
| 2   | Trăng Hờn Tủi | Ngọc Sơn     | Đinh Trầm Ca   |
| 3   | Cõng Mẹ       | solo         | Sơn Hạ         |
| 4   | Nhớ Nhà       | solo         | Võ Thiện Thanh |

Mini show Tình Cha – Ngọc Sơn – Hồ Văn Cường 09/07/2022
| STT | Ca Khúc             | Thể Hiện Với         | Sáng Tác     |
| --- | ------------------- | -------------------- | ------------ |
| 1   | Tình thắm duyên quê | solo                 | Trúc Phương  |
| 2   | Đừng nói xa nhau    | solo                 | Châu Kỳ      |
| 3   | Miền tây quê tôi    | solo                 | Cao Minh Thu |
| 4   | Hương tóc mạ non    | Ngọc Sơn             | Thanh Sơn    |
| 5   | Chuyện ba người     | Ngọc Sơn             | Quốc Dũng    |
| 6   | Cõng mẹ             | solo                 | Sơn Hạ       |
| 7   | Tình cha            | Ngọc Sơn – Ngọc Thảo | Ngọc Sơn     |

### Album đã thực hiện

#### Album Về Miền Tây (2017)
Tổng hợp phần lớn các bài hát Hồ Văn Cường đã thể hiện thành công trong cuộc thi Việt Nam Idol Kids 2016
| STT | Ca khúc                        | Thể hiện với | Sáng tác      |
| --- | ------------------------------ | ------------ | ------------- |
| 1   | Về Miền Tây                    | solo         | Tô Thanh Tùng |
| 2   | Sa Mưa Giông                   | solo         | Bắc Sơn       |
| 3   | Còn Thương Rau Đắng Mọc Sau Hè | solo         | Bắc Sơn       |
| 4   | Tiền Giang Quê Tôi             | solo         | Trung Nhật    |
| 5   | Nắng Có Còn Xuân               | solo         | Đức Trí       |
| 6   | Bà Năm                         | solo         | Vũ Quốc Việt  |
| 7   | Mừng Tuổi Mẹ                   | solo         | Trần Long Ẩn  |
| 8   | Nội Tôi                        | solo         | Đình Văn      |
| 9   | Anh Ba Khía                    | solo         | Sơn Hạ        |
| 10  | Bỏ Quê                         | Phi Nhung    | Sơn Hạ        |

#### Album Hiểu Và Thương (2018)
Gồm 2 bài hát dạng MV Lyrics phát hành trên Youtube
| STT | Ca khúc        | Thể hiện với | Sáng tác     |
| --- | -------------- | ------------ | ------------ |
| 1   | Đêm Mưa Nhớ Mẹ | solo         | Võ Hoàng Lâm |
| 2   | Mẹ             | solo         | Quách Beem   |

### Các ca khúc khác
| STT | Ca khúc                            | Thể hiện với                      | Sáng tác                  |
| --- | ---------------------------------- | --------------------------------- | ------------------------- |
| 1   | Thương Nhớ Người Dưng              | solo                              | Nguyễn Nhất Huy           |
| 2   | Trà Vinh miền đất phúc             | solo                              | Ngô Minh Tài              |
| 3   | Trở lại Bạc Liêu                   | Phi Nhung                         | Vũ Đức Sao Biển           |
| 4   | Về quê em                          | Phạm Tuyết Nhung                  | Đài Phương Trang          |
| 5   | Cung tơ hòa điệu                   | Phạm Tuyết Nhung, Phạm Thiên Ngân | Minh Ngọc                 |
| 6   | Chuyện tình La Lan                 | solo                              | Hoàng Thi Thơ             |
| 7   | Ngày xưa lên năm lên ba            | solo                              | Trầm Tử Thiêng, Duy Khánh |
| 8   | Phải lòng con gái Bến Tre          | Phạm Tuyết Nhung                  | Luân Hoán, Phan Ni Tấn    |
| 9   | Vui Tết miệt vườn                  | solo                              | Nguyễn Ngọc Thạch         |
| 10  | Vợ thằng Đậu                       | Phương Mỹ Chi                     | Võ Thiện Thanh            |
| 11  | Lý đất giồng                       | Tuyết Nhung                       | Dân Ca Nam Bộ             |
| 12  | Đi học                             | Văn Mai Hương                     | Bùi Đình Thảo, Minh Chính |
| 13  | Quê hương mùa xuân                 | solo                              | Tiến Luân                 |
| 14  | Lý Mừng Xuân                       | Phi Nhung                         | Dân Ca Nam Bộ             |
| 15  | Mùa xuân hạnh phúc                 | Phạm Tuyết Nhung, Phạm Thiên Ngân |                           |
| 16  | Cô Thắm về làng                    | Tuyết Nhung                       | Giao Tiên (Ngân Trang)    |
| 17  | Đêm Giao Thừa Nghe Một Khúc Dân Ca | solo                              | Võ Đông Điền              |
| 18  | Tình Mẹ Cửu Long                   | Phi Nhung                         | Tùng Châu, Vũ Thanh       |